# Eliurus tanala
Eliurus tanala is een zoogdier uit de familie van de Nesomyidae. De wetenschappelijke naam van de soort werd voor het eerst geldig gepubliceerd door Major in 1896.

## Voorkomen
De soort komt voor in Madagaskar.